# سپرده مدت‌دار
سپردهٔ مدت‌دار (انگلیسی: Time deposit) یا سپردهٔ زمان‌دار، نوعی از سپردهٔ بانکی با یک دورهٔ زمانی مشخص است، که بر پایهٔ مدت سپرده، به آن پول بهره تعلق می‌گیرد. سپرده‌های مدت‌دار گونه‌ای سرمایه‌گذاری به شمار می‌آیند که فرد با سپردن پول به یک مؤسسهٔ بانکی، در طول مدتی مشخص، سود دریافت خواهد کرد، که پس از پایان دوره، اصل پول نیز توسط بانک بازپرداخت می‌شود یا برای یک مدت مشخص دیگر، سپردهٔ مدت‌دار تمدید خواهد شد. در ایالات متحده آمریکا سپرده‌های مدت‌دار اغلب نرخ بازدهِ بالاتری از حساب‌های پس‌انداز دارند. با این حال، بازده سپرده‌های مدت‌دار عموماً کمتر از میانگین درازمدت سرمایه‌گذاری در بازار سهام یا اوراق قرضه می‌باشد.